# Falciot de clatell blanc
El falciot de clatell blanc (Streptoprocne semicollaris) és una espècie d'ocell de la família dels apòdids (Apodidae).

## Descripció
- És el major dels falciots, amb 20,5–25 cm de llarg i un pes d'uns 115 grams, arribant fins als 225 grams.
- Color general marró negrós amb una zona blavosa al dors i una mitja lluna blanca al clatell.

Vola sobre boscos i camp obert, criant en cornises de coves, als estats mexicans de Sinaloa, Chihuahua, Nayarit, Hidalgo i Morelos.